# Physoclypeus annulatus
Physoclypeus annulatus är en tvåvingeart som beskrevs av Friedrich Georg Hendel 1926. Physoclypeus annulatus ingår i släktet Physoclypeus och familjen lövflugor.
Artens utbredningsområde är Bolivia. Inga underarter finns listade i Catalogue of Life.